# Mirage (Magic: The Gathering)
Mirage is een uitbreidingsset voor het ruilkaartspel Magic: The Gathering. Het is de eerste en grootste set van het Mirage block en werd uitgebracht in oktober 1996.

## Details
Mirage is de vijftiende set magickaarten die Wizards of the Coast op de markt bracht, en de negende set op expertniveau. De set bestaat uit 350 kaarten, waarvan 60 rare, 60 uncommon, 60 common en 20 land. Onder de ontwikkeling kreeg de set de codenaam Sosumi. De expansiecode is MIR, en het expansiesymbool is een palmboom.
In de Mirage Block wordt Mirage opgevolgd en vervolledigd door de kleinere sets Visions en Weatherlight.
De ontwikkeling van Mirge stond onder leiding van Bill Rose, en de vormgeving onder Sue-Ann Harkey, die de set voorzag van een op Afrika geïnspireerde thematiek. Voor de ploeg van Wizards of the Coast, begon met Mirage het moderne tijdperk in Magic: de set was ontworpen voor de spelformaten Limited en Constructed. De vormgevingploeg had voor de creatie van de set 50 nieuwe illustratoren aangenomen, die nog nooit gewerkt hadden voor Magic, waaronder John Avon en Donato Giancola.
In 2005 werd Mirage uitgebracht voor Magic: The Gathering Online, en was daarmee de eerste set die voor het onlinespel werd uitgebracht die ouder was dan Invasion uit 2000. Daarvoor werden de kaarten van Mirage gemoderniseerd, zodat hun creaturetypes en bewoordingen zouden overeenstemmen met de toenmalige normen. De MTGO-versie van Mirage was ook voorzien van vier themadecks, dewelke niet verkocht werden als tastbare kaarten, gezien themadecks werden geïntroduceerd in 1997, samen met Tempest.

## Kenmerken
Mirage was de eerste set die zogenaamde charms bevatte: spellkaarten die de speler de mogelijkheid laten te kiezen uit drie verschillende effecten bij het spelen van de kaart. Later kwamen de charms terug bij sets als Visions, Planeshift, Onslaught, Planar Chaos en Lorwyn.
Het was ook de eerste set waar de techniek Flanking in voorkwam. Creatures met Flanking gaven een aanvallend Creature -1/-1 als het door een Creature met Flanking geblocked werd. Veel Creatures uit Mirage waren van het type Knight, en waren voorzien met de Flanking-techniek.